# Isidro Juárez
Isidro Juárez Moral (* Burgos, 2 de enero de 1956) es un ex-ciclista español, profesional entre 1977 y 1986, cuyo mayor éxito deportivo en grandes vueltas lo logró en la Vuelta a España, donde conseguiría una victoria de etapa en la edición de 1985 (Albacete-Alcalá de Henares).
En el Campeonato de España de Ciclismo en Ruta 1979, pese a que cruzó la meta en primera posición, fue desposeído del título al dar positivo en el control antidopaje. El segundo clasificado Faustino Rupérez fue nombrado campeón de España de aquel año.

## Palmarés
| 1979 - 1 etapa de la Vuelta al País Vasco - 1 etapa de la Vuelta a Cantabria 1980 - 1 etapa de la Vuelta a Aragón 1981 - Vuelta a La Rioja, más 1 etapa | 1982 - 1 etapa de la Vuelta a Burgos - Vuelta a Cartagena 1984 - 1 etapa de la Vuelta a Asturias 1985 - 1 etapa en la Vuelta a España |